# Роман Торалес, Фернандо
Фернандо Хосе Роман Торалес (исп. Fernando José Román Torales; род. 23 февраля 2001, Капьята, Сентраль) — парагвайский футболист, защитник клуба «Гуарани». Участник Олимпийских игр 2024 в Париже.

## Клубная карьера
Роман — воспитанник клуба «Гуарани». 19 сентября 2021 года в матче против «Серро Портеньо» он дебютировал в парагвайской Примере. 6 ноября 2022 года в поединке против «Такуари» Фернандо забил свой первый гол за «Гуарани». 

## Международная карьера
В 2024 году Роман был включён в заявку олимпийской сборной Парагвая на участие в Олимпийских играх в Париже. На турнире он сыграл в матче против команды Израиля.